# Mikrowłókno

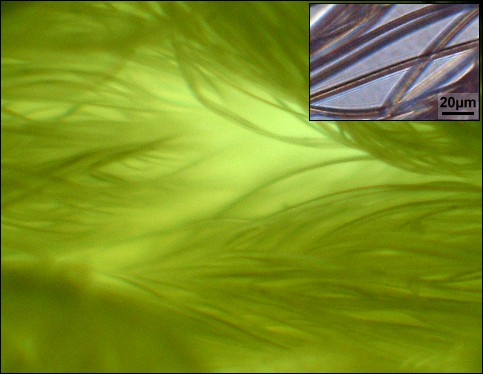
Mikrowłókno w powiększeniu

Mikrowłókno (mikrofaza, mikrofibra) – włókno o gęstości liniowej mniejszej od 1 deniera. Mikrowłókno jest 10 razy cieńsze niż jedwab i 100 razy cieńsze od ludzkiego włosa. Do produkcji mikrowłókien używa się mieszanki poliestru i poliamidu w różnych proporcjach. Mikrowłókno jest bardziej wytrzymałe w porównaniu z innymi włóknami o podobnej gęstości. Dzianiny wykonane z mikrowłókien są wyjątkowo miękkie, sprężyste i chłonne.
Rozpowszechniło się błędne przekonanie, że mikrowłókno, mikrofibra i mikrofaza to różne materiały. W istocie są to spolszczone obcojęzyczne nazwy mikrowłókna. Włókno to po angielsku fiber czyt. [fajber], a po niemiecku der Faser czyt. [fazer] oraz das Fiber czyt. [fiber]. Tak więc mikrofibra, mikrowłókno oraz mikrofaza to spolszczone angielskie oraz niemieckie włókno z przedrostkiem mikro.
Mikrowłókno jest powszechnie wykorzystywane do produkcji włóknin i dzianin w przemyśle tekstylnym. Kształt, wielkość i kombinacja włókien są wybierane dla uzyskania odpowiedniej wytrzymałości i chłonności. Mikrowłókno jest powszechnie stosowana w produkcji odzieży, tekstyliów użytku domowego, filtrów przemysłowych oraz produktów czyszczących.